# Величко Михайло Миколайович
Михайло Миколайович Величко (нар.. 9 січня 1926, Іваниця, Іваницького району Прилуцької округи Української РСР — пом.. 3 березня 2008, Білогородка Києво-Святошинського району Київської області) — радянський передовик виробництва, директор радгоспу «Білогородський» Києво-Святошинського району. Герой Соціалістичної Праці (1977).

## Біографія
Народився 9 січня 1926 року в селі Іваниця, Іваницького району Прилуцької округи Української РСР в українській селянській родині. У 1941 році закінчив вісім класів сільської школи. З 1941 по 1943 роки в період німецько-радянської війни проживав на окупованій території гітлерівськими військами. З 1943 роки не підлягаючи призиву за віком Михайло Величко служив у винищувальному батальйоні НКВС, учасник німецько-радянської війни. З 1944 року був призваний до лав Робітничо-Селянської Червоної Армії і направлений до діючої армії, служив у артилерійських частинах, воював на Далекосхідному фронті, з 1945 року був учасником Радянсько-японської війни.
З 1951 року після звільнення з лав Радянської армії, почав своє навчання в Роменському технікумі механізації та електрифікації сільського господарства. Після закінчення технікуму переїхав до села Гореничі Києво-Святошинського району Київської області Української РСР і почав працювати механіком, пройшовши всі посадові щаблі аж до — головного інженера в радгоспі імені Т. Г. Шевченка. З 1966 по 1990 роки був директором радгоспу «Білогородський» Києво-Святошинського району Київської області Української РСР. З 1972 по 1977 рік без відриву від виробництва навчався на факультеті механізації Української сільськогосподарської академії. За довгий період керівництва радгоспом «Білогородський» Михайло Величком зростало господарство, а радгосп став відомим не тільки в районі, Київській області, а й в Україні. З 1960 по 1970 роки в період восьмої п'ятирічки працівники радгоспу виконали план зі збору овочів на — 149 відсотків, фруктів на 131 відсоток, м'яса на — 116 відсотків, збільшуючи з кожним роком виробничі показники радгоспу.
8 грудня 1973 року Указом Президії Верховної Ради СРСР «за видатні трудові досягнення» Михайло Миколайович Величко був нагороджений Орденом Жовтневої революції. 22 грудня 1977 року Указом Президії Верховної Ради СРСР «за видатні успіхи, досягнуті у Всесоюзному соціалістичному змаганні, проявлену трудову доблесть у виконанні планів і соціалістичних зобов'язань зі збільшення виробництва і продажу державі зерна та інших продуктів землеробства в 1977 році» Михайло Миколайович Величко був удостоєний звання Героя Соціалістичної Праці з врученням Ордена Леніна і золотої медалі «Серп і Молот».
З 1990 року вийшов на заслужений відпочинок, займався громадською роботою, був членом Київської обласної ради ветеранів. Помер 3 березня 2008 року в селі Білогородка Києво-Святошинського району Київської області.

## Нагороди
- Медаль «Серп і Молот» (22.12.1977)
- Орден Леніна (22.12.1977)
- Орден Жовтневої Революції (08.12.1973)
- Орден Вітчизняної війни II ступеня (6.04.1985[2])
- Орден «Знак Пошани» (1971)
- Богдана Хмельницького III ступеня (Україна)
- Грамота Президії Верховної Ради УРСР